# تاگاگاون
تاگاگاون (به لاتین: Tejgaon Circle) یک منطقهٔ مسکونی در بنگلادش است که در ناحیه داکا واقع شده‌است.